# Julio Galán Gómez

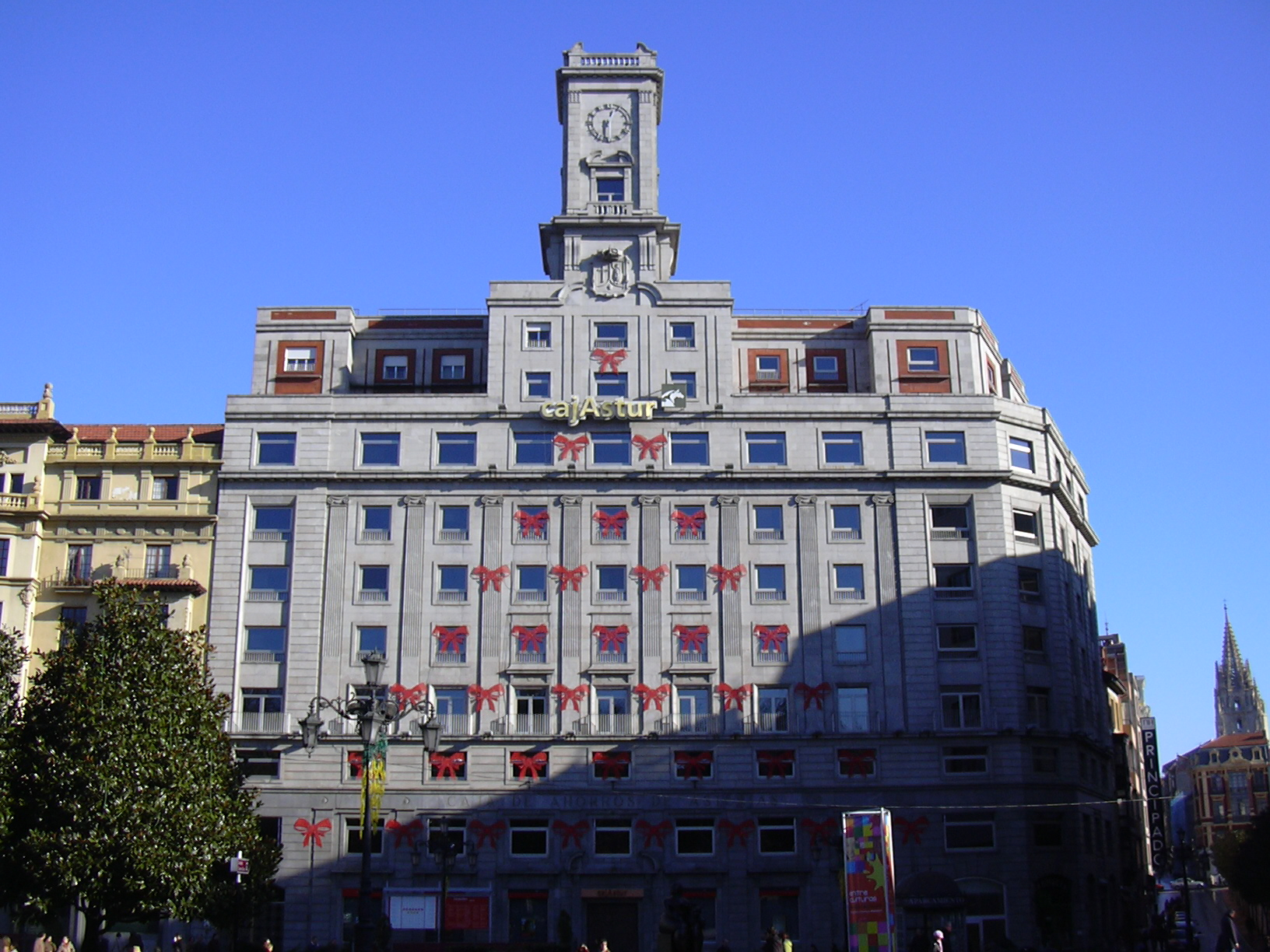
Edificio de La Caja de Ahorros de Asturias, Oviedo

Julio Galán Gómez (La Coruña 1908-Milán, 1975) fue un reputado arquitecto español, hijo del también arquitecto Julio Galán Carvajal. Nació en La Coruña debido a que su padre, natural de Avilés, era en ese momento arquitecto municipal de la ciudad. Junto con su padre, tiene una calle dedicada con su nombre en Oviedo. 
Trabajaron juntos durante un breve periodo de tiempo a finales de los años 30. Julio Galán Gómez residió en Oviedo, donde tenía su estudio, y fue arquitecto municipal de Langreo en los años 50. 

## Obras
Fue especialmente conocido por la reconstrucción tras la Guerra Civil de los edificios de las cajas de ahorros de España: Oviedo, Álava, Segovia, La Coruña, Lugo, Soria, Albacete, Castellón, Ávila, Santiago de Compostela, Burgos y León. Destacan varios edificios urbanos en Oviedo, Avilés, Santander o La Felguera y Sama (Langreo) y su participación en la Ciudad Residencial de Perlora.